# Koszmosz–379
A Koszmosz–379 (oroszul: Космос–379) a szovjet LK holdkomp (T2K)  személyzet nélküli, Föld körüli első tesztrepülése.

## Küldetés
A Luna-program keretében végrehajtott kutatótevékenységnél (holdkőzet Földre juttatása) több alkalommal sikeresen végrehajtották a Holdra szállást, visszaindulást a Földre. A megépített Holdra szálló egység ember nélküli próbarepülése, űrkörülmények között ellenőrizték műszaki megbízhatóságát.

## Jellemzői
Az OKB–1 tervezőirodában kifejlesztett, ellenőrzése alatt gyártott műhold.
1970. november 24-én a Bajkonuri űrrepülőtér indítóállomásról egy Szojuz-L (8K71) hordozórakétával juttatták alacsony Föld körüli pályára. Az orbitális egység pályája 88.7 perces, 51.6 fokos hajlásszögű, elliptikus pálya-perigeuma 198 kilométer, apogeuma 253 kilométer volt. Hasznos tömege 7495 kilogramm. A sorozat felépítését, szerkezetét, alapvető fedélzeti rendszereit tekintve egységesített, szabványosított tudományos-kutató űreszköz. Áramforrása kémiai akkumulátor és napelemek kombinációja.
Az LK holdkomp program során négy űregységet készítettek. A Holdra szállás technikai feltételei, a tervezés, a gyártás időbeli elhúzódása, az űrverseny szempontjából elveszítette célját. A T2K modul Föld körüli műszaki próbája során, a vezérlő és meghajtórendszer, az összeköttetés megbízhatóságát ellenőrizték. Az automatikus Holdra ereszkedés (imitáció), a felszállás illetve a csatlakozó manőverek gyakorlása tervszerűen megvalósult. A program végrehajtására 3.5 napot terveztek. A felemelkedési kísérletnél a rakétamotor 1,5 km/s gyorsítással az apogeumot 14 035 kilométerre módosította.
Szolgálati idejét befejezve belépett a légkörbe és megsemmisült.

## Külső hivatkozások
- Koszmosz–379. nasa.gov. (Hozzáférés: 2013. április 11.)
- Koszmosz–379. lib.cas.cz. [2013. október 13-i dátummal az eredetiből archiválva]. (Hozzáférés: 2013. április 11.)

| Elődje: Koszmosz–378 | Koszmosz program 1970 | Utódja: Koszmosz–380 |